# Limnia sparsa
Limnia sparsa är en tvåvingeart som först beskrevs av Friedrich Hermann Loew 1862.  Limnia sparsa ingår i släktet Limnia och familjen kärrflugor. Inga underarter finns listade i Catalogue of Life.